# داريل دسوزا
داريل دسوزا (بالإنجليزية: Darryl D'Souza) هو لاعب هوكي الحقل هندي، ولد في 21 يونيو 1966.

## وصلات خارجية
- داريل دسوزا على موقع أوليمبيديا (الإنجليزية)